# 旧富士銀行横浜支店
旧富士銀行横浜支店（きゅう ふじぎんこうよこはましてん）は、神奈川県横浜市中区本町4丁目に所在する建築物である。1929年に完成し、2001年まで富士銀行（現在のみずほ銀行）の支店として使われた後、2005年より東京藝術大学大学院の校舎として使用されている。

## 建築
本町通りと馬車道が交わる、現在の本町4丁目交差点角に、1929年（昭和4年）に安田銀行横浜支店として建設された。1923年に11行が合同で設立された安田銀行は、大正末期から昭和初期にかけて各地に支店を設けたが、盛岡・福島・本所・横浜の支店はいずれもルスティカ積みの外壁と4本の付柱で構成され、よく似た外観をもっていた。本ビルはその中でも最大の規模で、かつ唯一現存するものである。1948年に財閥解体により安田銀行から富士銀行に行名が変更された後も、引き続き富士銀行横浜支店として使用され、1954年2月には南側に増築された。富士銀行は2000年にみずほホールディングスの傘下に入り、本建物内の横浜支店は2001年に関内駅近くのビルへ転出し、統合時に横浜中央支店に店名変更した。日本建築学会より富士銀行に対し建物の保存に関する要望がなされ、2002年には横浜市が建物を取得。2003年度には、横浜市認定歴史的建造物に認定された。2005年より、東京藝術大学大学院映像研究科馬車道校舎として利用されている。ほかに横浜市内に元町中華街校舎（メディア映像専攻）、万国橋校舎（アニメーション専攻）のキャンパスがあり、馬車道校舎は映画専攻の講義が行われる。
なお、みずほ銀行横浜中央支店は2020年2月に本建物から本町通りを県庁方面に150mほど行った先にある横浜支店（旧第一勧業銀行横浜支店）内に移転し実質的に統合された。